# 名古屋市教育スポーツ協会
公益財団法人名古屋市教育スポーツ協会（なごやしきょういくスポーツきょうかい、NESPA）は、愛知県名古屋市に所在する公益財団法人。スポーツセンターの管理運営、また名古屋市体育協会を通じて、スポーツ教育を振興する組織である。

## 運動施設
市営の運動施設ではあるが、管理運営は公益財団法人以外の施設もある。

### 一覧
| 施設                   | 画像 | 郵便番号 | 所在地                           |
| ---------------------- | ---- | -------- | -------------------------------- |
| 千種スポーツセンター   |      | 464-0808 | 千種区星が丘山手121番地          |
| 東スポーツセンター     |      | 461-0047 | 東区大幸南一丁目1番10号          |
| 北スポーツセンター     |      | 462-0021 | 北区成願寺1丁目6番12号           |
| 枇杷島スポーツセンター |      | 451-0053 | 西区枇杷島一丁目1番2号           |
| 中村スポーツセンター   |      | 453-0053 | 中村区中村町字待屋43番地の1      |
| 中スポーツセンター     |      | 460-0008 | 中区栄一丁目30番10号             |
| 昭和スポーツセンター   |      | 466-0000 | 昭和区吹上町2丁目6-15            |
| 名古屋市瑞穂公園       |      | 467-0027 | 瑞穂区田辺通3-2                  |
| 名古屋市体育館         |      | 456-0023 | 熱田区六野2丁目5番3号            |
| 露橋スポーツセンター   |      | 454-0022 | 中川区露橋二丁目14番1号          |
| 稲永スポーツセンター   |      | 455-0845 | 港区野跡5-1-10                   |
| 名古屋市総合体育館     |      | 457-0833 | 南区東又兵ヱ町5丁目1番16号       |
| 守山スポーツセンター   |      | 463-0801 | 守山区竜泉寺二丁目112番地        |
| 緑スポーツセンター     |      | 458-0033 | 緑区相原郷一丁目2901番地         |
| 名東スポーツセンター   |      | 465-0067 | 名東区猪高町大字高針勢子坊307-12 |
| 天白スポーツセンター   |      | 468-0051 | 天白区植田三丁目1502番地         |